# Nina Haver-Løseth
Pour les articles homonymes, voir Løseth.
Nina Haver-Løseth, née Løseth, le 27 février 1989 à Ålesund, est une skieuse alpine norvégienne. Elle est la sœur des skieuses Lene Løseth et Mona Løseth.

## Carrière
Elle fait ses débuts en Coupe du monde en janvier 2006 à Ofterschwang. En décembre 2006, à son cinquième départ, elle est déjà dans le top dix avec une 9e place à Semmering.
Après avoir obtenu une médaille de bronze en slalom chez les juniors, elle progresse et s'illustre chez les séniors en finissant dixième du slalom des Championnats du monde à Åre en Suède. Cette même année, elle termine vingtième du classement de slalom lors de la Coupe du monde 2007.
En 2014, elle participe à ses premiers Jeux olympiques à Sotchi, concluant que le slalom géant, à la 17e place. En janvier 2015, elle atteint pour la première fois un podium en Coupe du monde avec une troisième place au slalom de Zagreb. Elle signe ensuite un second podium, toujours à la troisième place, en début de saison 2015-2016, à Åre en décembre 2015. Elle s'impose plus tard à Santa Caterina.
Lors de la saison 2017-2018, elle s'impose lors du City Event de Stockholm (deuxième victoire en Coupe du monde) puis gagne une médaille de bronze par équipes aux Jeux olympiques de Pyeongchang, où elle est aussi sixième en slalom.
Le 29 décembre 2018 elle chute lourdement à la fin de la première manche du slalom de coupe du monde de Semmering. Il en résulte une fracture du tibia et d'une blessure au ménisque qui mettent fin à sa saison.
À la fin de la saison 2019-2020, elle annonce qu'elle met un terme à sa carrière.

## Palmarès

### Jeux olympiques
| Épreuve / Édition   | Slalom géant | Slalom | Par équipes |
| ------------------- | ------------ | ------ | ----------- |
| JO 2014 Sotchi      | 17e          | DNF    | -           |
| JO 2018 Pyeongchang | 15e          | 6e     | Bronze      |

### Championnats du monde
| Épreuve / Édition                 | Descente | Super G | Slalom géant | Slalom | Combiné | Par équipes |
| Mondiaux 2007 Åre                 | —        | —       | 30e          | 10e    | —       | —           |
| Mondiaux 2009 Val d'Isère         | —        | —       | —            | DNF    | —       | —           |
| Mondiaux 2013 Schladming          | —        | —       | 35e          | DNF    | —       | —           |
| Mondiaux 2015 Vail - Beaver Creek | —        | —       | 11e          | 11e    | —       | —           |
| Mondiaux 2017 Saint-Moritz        | —        | —       | 10e          | 26e    | —       | —           |

### Coupe du monde
- Meilleur classement général : 9e en 2016.
- Meilleur classement en slalom : 6e en 2018 et 2020.
- Meilleur classement en slalom géant : 6e en 2016.
- Meilleur classement en slalom parallèle : 14e en 2020.
- 8 podiums dont 2 victoires.

#### Différents classements en Coupe du monde
| Année     | Classement général final | Classement en slalom | Classement en slalom géant | Classement en slalom parallèle |
| 2005-2006 | 116e                     | 52e                  | -                          | -                              |
| 2006-2007 | 59e                      | 20e                  | 44e                        | -                              |
| 2007-2008 | 37e                      | 10e                  | 41e                        | -                              |
| 2008-2009 | 85e                      | 30e                  | -                          | -                              |
| 2009-2010 | 101e                     | 41e                  | -                          | -                              |
| 2012-2013 | 58e                      | 24e                  | 47e                        | -                              |
| 2013-2014 | 22e                      | 12e                  | 17e                        | -                              |
| 2014-2015 | 23e                      | 10e                  | 21e                        | -                              |
| 2015-2016 | 9e                       | 8e                   | 6e                         | -                              |
| 2016-2017 | 12e                      | 7e                   | 14e                        | -                              |
| 2017-2018 | 16e                      | 6e                   | 20e                        | -                              |
| 2018-2019 | 44e                      | 18e                  | 29e                        | -                              |
| 2018-2019 | 23e                      | 6e                   | 32e                        | 14e                            |

#### Détail des victoires
| Saison / Épreuve | Slalom         | City Event | Total |
| 2015-2016        | Santa Caterina |            | 1     |
| 2017-2018        |                | Stockholm  | 1     |
| Total            | 1              | 1          | 2     |

### Championnats du monde junior
- Championnats du monde juniors de ski alpin 2009 à Garmisch-Partenkirchen (Allemagne)
  -  Médaille de bronze en slalom.
- Championnats du monde juniors de ski alpin 2006 à Mont Sainte-Anne (Canada)
  -  Médaille de bronze en slalom.

### Divers
- Championne de Norvège de slalom en 2007, 2015 et 2016.
- Championne de Norvège de slalom géant en 2016.
- 4 victoires en Coupe d'Europe.
- 2e de la Coupe d'Europe de slalom 2006.